# スチル写真

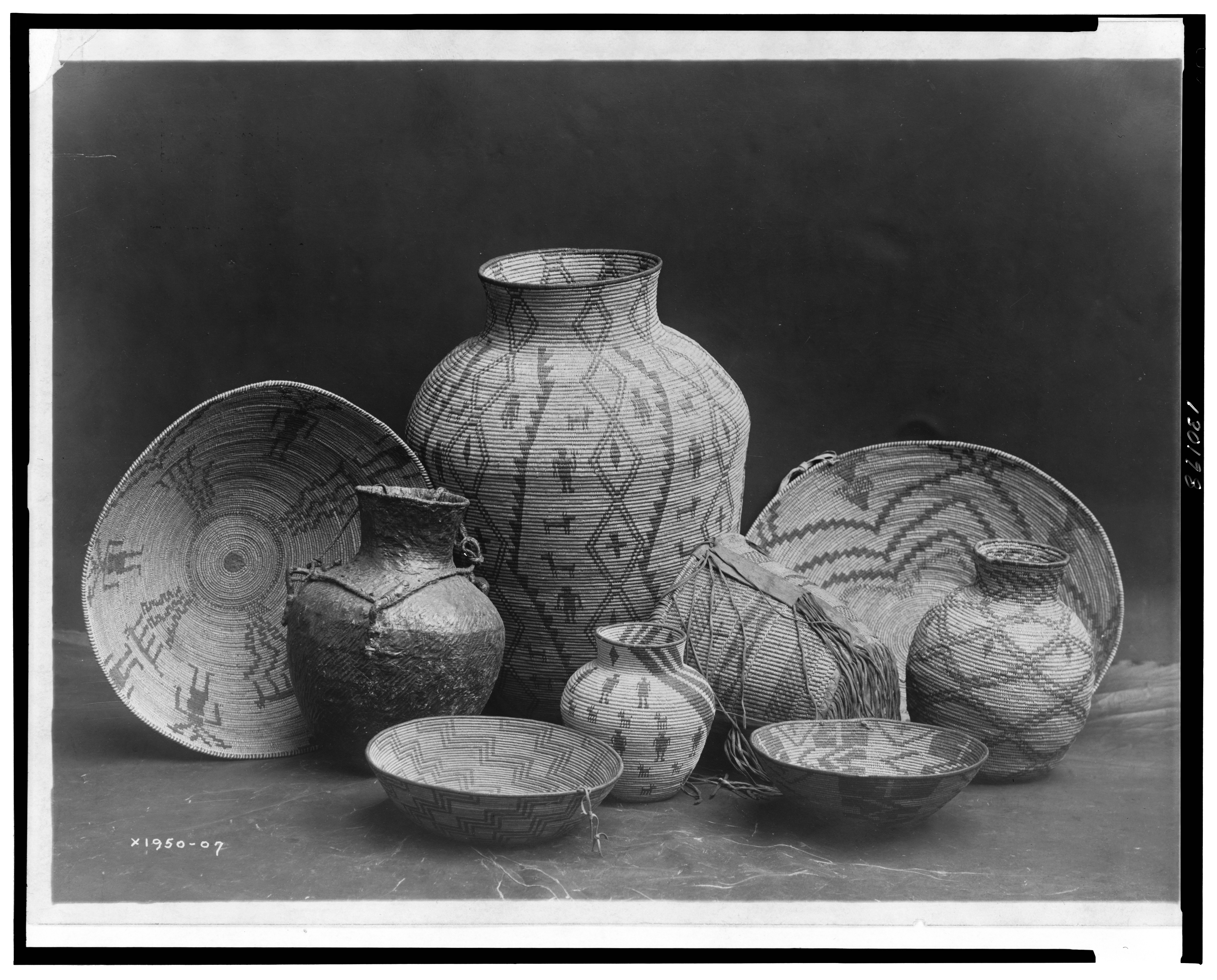
Apache still life. c.1907 by Edward S. Curtis.

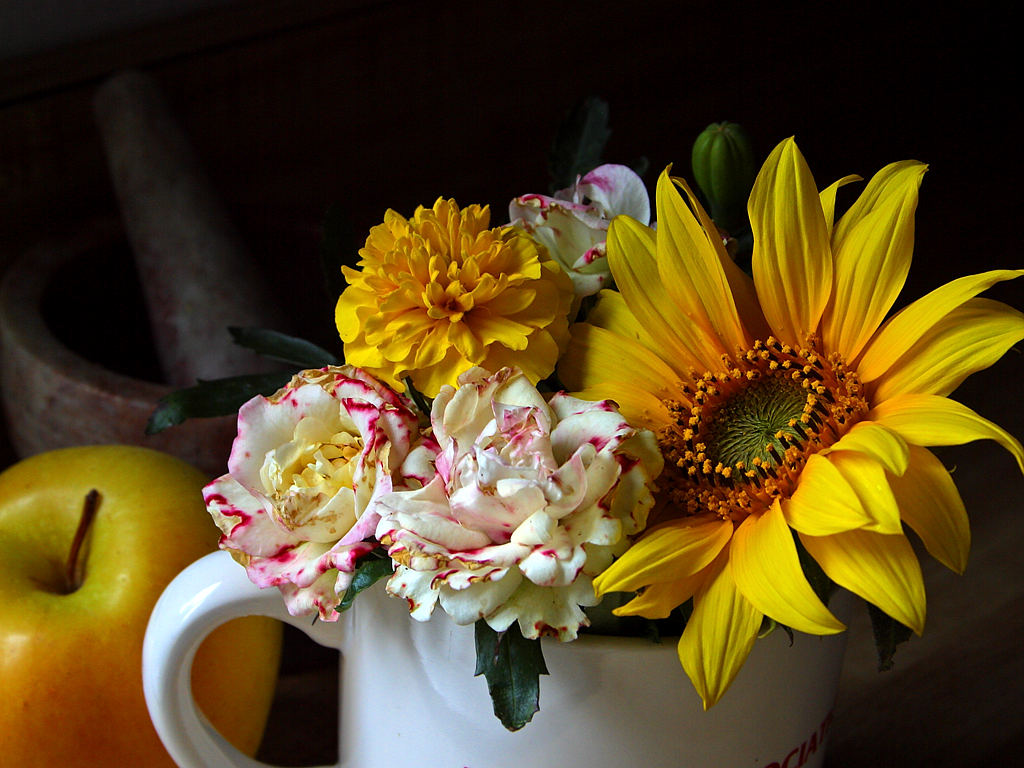
A still life photo

スチル写真（スチルしゃしん、英語: still picture, still photo（graphy））、もしくは、単にスチル（still）とは、動きのない静止画のこと。スチール写真と表記されることもある。

## スチルとムービー

### 語義
スチルは、動きのある「活動写真」、いわゆる映画などを指すシネ（cine）、シネマ（cinema）、ムービー（movie）に対する語で、動きのない写真のことである。通常、ある一瞬を1枚の画像に撮影したものであるが、長時間露出や、連続写真（ストロボスコープによるもののような）もスチルである。一般に単に「写真」と言えばスチルのことを指しているのがもっぱらではあるが、後述の映画制作上の用語であるとか、「電子スチルビデオカメラ」といった用例はある。
機材の話題で、シネ用とスチル用という分類があるものがある。代表的なものは三脚の雲台であろうか。シネ用であればスムーズにパン操作ができることはほぼ必須であるが、スチル用であればそれは求められない。あるいは、シネ用雲台は縦画面（縦位置）に切り換える必要がない（いわゆる2 way、二軸）のに対し、スチル用雲台なら縦画面・横画面を切り換えられる（3 way、三軸）機能を持つ。

### スチルとスティール
英語での発音は [stɪl] であり、自然な音訳はスティルまたはスチルとなる。しかし、スチールと音訳することもあり、以下の国語辞典はスチールを項目としている。
スチルなし
『新明解国語辞典 第6版』（三省堂）、『日本国語大辞典 第2版』（小学館）、『日本語大辞典 第2版』（講談社）、『大辞泉』（小学館）
スチルは空項目でスチールへ参照
『広辞苑 第5版』（岩波書店）、『デジタル大辞泉（大辞泉オンライン版）』（小学館）、『大辞林 第2版』（三省堂）
また以下の英和辞典はstillの訳語にスチールを使っている。
訳語にスチールのみ
『リーダーズ英和辞典 初版』（研究社）、『プログレッシブ英和中辞典 第4版』（小学館）、『新英和中辞典 第6版』（研究社）

## 映画のスチル写真
映画制作の用語でのスチル写真とは映画の宣伝や広報の素材として用いられる写真である。通常は映画の撮影フィルムのフレーム（一コマ）を引き伸ばしたものではなく、上映用のコマとは別にシーンの撮影終了時または同時並行で専門のスタッフが撮影を行う。この場合、映画のスタッフクレジットは「スチル」「スチール」と表記され、スタッフの呼称はスチルカメラマンである。
映画製作において、この写真が作品の製作に直接関与することはない。もっぱら宣伝用として、ポスター、雑誌、新聞などのメディアで使用するものである。また、初期のスチル写真は撮影所で組織化された専属スタッフやカメラマン、もしくは撮影所近辺の写真館の撮影技師らが撮影していた。これらの写真は配給会社を通して映画館や出版社に配られ、宣伝材料として用いられた。
デジタルミラーレスカメラの登場以前はスチルカメラマンの使用機材は一眼レフカメラが定番だったため、プラスチックハードケース等を改造した特製の防音ケースに入れたカメラを用いるか、望遠レンズを用いることで同時録音の妨げにならないように撮影する技術が求められた。騒音にシビアな場合､リハーサル中に撮影したり、本番とは別に、撮影する役者に本番時と同じポーズを取らせ、（必要に応じて）撮影風景を再現して撮影するなどする。（前述のように）映画自身の撮影フィルムから抜き出すことで、本番中の撮影を避けることもあった。
2020年代ではデジタルミラーレスカメラが主流になりつつありシャッター音など動作音がほとんど鳴らないため、防音ケースの使用はみられなくなっている。
映画館にこれらのスチル写真を配るということは減ってきているが、雑誌などでのタイアップなど宣伝材料としての活躍の場は多い。劇場で配布・販売されるパンフレット類はもちろんであるが、公開に合わせて写真集などの関連書籍を作ることが多くなってきており、写真家に依頼することも増えてきている。